# IC 4364
IC 4364 ist eine Spiralgalaxie vom Hubble-Typ Sbc im Sternbild Jungfrau auf der Ekliptik. Sie ist schätzungsweise 429 Millionen Lichtjahre von der Milchstraße entfernt und hat einen Durchmesser von etwa 90.000 Lj.

Im selben Himmelsareal befinden sich die Galaxien IC 971, IC 4358, IC 4361, IC 4368.
Das Objekt wurde im Jahr 1899 von DeLisle Stewart entdeckt.